# Romuald Psarski
Romuald Franciszek Władysław Psarski (ur. ok. 1841–1844, zm. 22 kwietnia 1938 w Jaworowie) – powstaniec styczniowy.

## Życiorys
Brał udział w powstaniu styczniowym 1863. Mianowany na stopień podporucznika.
Zamieszkiwał w Jaworowie. Tam zmarł 22 kwietnia 1938 w wieku 96.

## Odznaczenia
- Krzyż Niepodległości z Mieczami (1932)[4]
- Krzyż Oficerski Orderu Odrodzenia Polski (dekoracja w lutym 1938)[5][2]